# ピアノ協奏曲 (アイアランド)
ピアノ協奏曲 変ホ長調は、ジョン・アイアランドが1930年に作曲したピアノ協奏曲。この曲が彼の唯一のピアノ協奏曲であり、ヘレン・パーキン（Helen Perkin）（1909年 - 1996年）に献呈された。初演は1930年10月2日、クイーンズ・ホールでのプロムスにおいて、献呈先のパーキンによって行われた。

## 概要
このピアノ協奏曲は瞬く間に成功を収め、クリフォード・カーゾン、モーラ・リンパニー、アイリーン・ジョイス、ジーナ・バッカウアー、アルトゥール・ルービンシュタインといったピアニストらがたびたび演奏した。この成功に気をよくしたアイアランドは、2作目の協奏曲の作曲を計画したが、第1楽章を完成するだけに留まった。彼はこの作品を『伝説』 (Legend) と命名し、ピアノ協奏曲と同様にパーキンに献呈した。彼女は1934年1月12日、エイドリアン・ボールト指揮、BBC交響楽団の演奏でこれを初演している。
アイアランドはパーキンに対して恋心を抱いていたが、その想いが実ることはなかった。パーキンはゲオルギイ・グルジエフを信奉するジョージ・アディー（George Mountfold Adie）と恋仲となり、しばらくすると彼と結婚してオーストラリアに移住してしまう。そのため、アイアランドは上記2曲の献呈を取り下げた。
ヘレン・パーキンは王立音楽大学でプロコフィエフのピアノ協奏曲第3番を演奏しており、アイアランドはこれを聴いてロシア作品に影響を受けたものと思われる。彼のピアノ協奏曲が出版された時にラヴェルのピアノ協奏曲ト長調はまだ世に出ていなかったため、彼はラヴェルの曲を聴いてはいない。しかし、アイアランドの協奏曲にはプロコフィエフだけでなく、ラヴェルの協奏曲の影響が指摘されている。ジャズのリズムには、ガーシュウィンの作品もヒントとなったと見られる。
この曲を最初に録音したのはアイリーン・ジョイスであり、1942年にレスリー・ヒュアードの指揮、ハレ管弦楽団との共演であった。ジョイスは1949年にプロムスがアイアランドの70歳の誕生日を祝う特別な回となったとき、この曲のソリストを務めた。この演奏も録音され、商業販売された。このコンサートの後、ジョイスは夫とともにアイアランドを夕食に誘っており、その席にはパーシー・グレインジャーも出席していた。アイアランドの80歳記念コンサートの際にも、この協奏曲が演奏された。この曲の録音はエリック・パーキンが2回、ピアーズ・レーン、キャスリン・ストット、コリン・ホースリー、ジェフリー・トーザー、ジョン・レネハンがそれぞれ行っている。
この曲はかつてイギリス人の書いた最高のピアノ協奏曲であるとまでいわれたが、今日では顧みられることは少なくなっている。

## 演奏時間
約24分

## 楽曲構成
この協奏曲は2楽章制となっているが、緩徐楽章が直接フィナーレへと続く構成であるとみなすことができる。緩徐楽章の終盤にかけて、アイアランドはヘレン・パーキンの弦楽四重奏曲の旋律を引用している。これは彼女が王立音楽大学において、作曲のコベット賞（Cobbett Prize）を獲得した作品である。
第1楽章 イン・テンポ・モデラート
第2楽章
前半 レント・エスプレッシーヴォ - アレグロ - カデンツァ
後半 アレグレット・ジョコーソ